# Stade Vito Simone Veneziani
Le Stade Vito Simone Veneziani (en italien : Stadio Vito Simone Veneziani), est un stade omnisports italien, principalement utilisé pour le football, situé dans la ville de Monopoli, dans les Pouilles.
Le stade, doté de 6 880 places, sert d'enceinte à domicile à l'équipe de football de la Società Sportiva Monopoli 1966.
Le stade porte le nom de Vito Simone Veneziani, homme d'affaires local décédé d'un accident de la route en 1946, et vice-président du club local de l'Unione Sportiva Audace au moment de sa mort.

## Histoire
Jusqu'au début des années 2000, le stade accueille des concerts de chanteurs célèbres.
Le record d'affluence au stade est de 12 000 spectateurs, lors d'un match nul 2-2 des locaux du SS Monopoli contre le Football Brindisi 1912 le 6 mars 2005.
En janvier 2020, le système d'éclairage est rénové pour être dans les normes de la Serie C.